# São José do Egito
São José do Egito is een gemeente in de Braziliaanse deelstaat Pernambuco. De gemeente telt 31.792 inwoners (schatting 2009).
De gemeente grenst aan Brejinho, Itapetim, Tuparetama, Ingazeira, Santa Teresinha, Tabira en de deelstaat Paraíba.